# Danmarks ambassade i Warszawa
Danmarks ambassade i Warszawa er Danmarks diplomatiske repræsentation i Polen. Ambassaden blev oprettet i 1919, men den nuværende ambassadebygning blev først indviet i 1996.
Ambassadens arbejdsområder omfatter politisk dialog og samarbejde, handel og investeringer, kulturudveksling og konsulær bistand til danske statsborgere i Polen.
Ambassaden arbejder også for at styrke samarbejdet mellem danske og polske virksomheder og institutioner, og den arbejder for at øge kendskabet til Danmark i Polen og omvendt.
Ambassaden har også en række samarbejdsprojekter med Polen, herunder inden for miljøbeskyttelse, energi, sundhed og uddannelse.
Ambassaden fungerer også som Danmarks permanente repræsentation ved Organisationen for Sikkerhed og Samarbejde i Europa (OSCE) og ved FN's Fødevare- og Landbrugsorganisation (FAO) i Rom.

## Historie
Ambassaden i Warszawa blev oprettet i 1919, som et resultat af genoprettelsen af det polske selvstyre efter 1. verdenskrig og Polens uafhængighedserklæring den 11. november 1918.